# STS-104
STS-104 je označení dvanáctidenního letu raketoplánu Atlantis k Mezinárodní vesmírné stanici v červenci 2001. Hlavním úkolem mise byla doprava a montáž přestupní komory Quest Joint Airlock Module pro volný výstup do vesmíru.

## Posádka
- Steven Lindsey (3), velitel
- Charles Hobaugh (1), pilot
- Michael Gernhardt (4), letový specialista 1
- James Francis Reilly (2), letový specialista 2
- Janet Kavandiová (3), letová specialistka 3

(v závorkách je uveden dosavadní počet letů do vesmíru včetně této mise).

## Výstupy do vesmíru (EVA)
- EVA 1: 15. července 2001 - 5 h 59 m
- EVA 2: 18. července 2001 - 6 h 29 m
- EVA 3: 21. července 2001 - 4 h 02 m